# Plaza de Caisán
Plaza Caisán è un comune (corregimiento) della Repubblica di Panama situato nel distretto di Renacimiento, provincia di Chiriquí. Si estende su una superficie di 96,1 km² e conta una popolazione di 2.901 abitanti (censimento 2010).